# Succes (motorfiets)
Succes is een historisch merk van motorfietsen.
Nederlands merk van Klaas Baving, fietsenmaker in Zwolle. Hij fabriceerde rond 1904 zijn eerste motorfiets, voorzien van een Fafnir-blok met snuffelklep. Het bedrijf van Baving werd in 1914 overgenomen door de firma Ackmann, die zich weer uitsluitend met fietsen bezighield.